# Cyphon aomorianus
Cyphon aomorianus es una especie de coleóptero de la familia Scirtidae.

## Distribución geográfica
Habita en Japón.